# Peppe Femling
Hans Wilhelm Peppe Femling, né le 24 mars 1992 à Gävle, est un biathlète et fondeur suédois.

## Biographie
Membre du club Högbo GIF, il a participé à ses premières compétitions internationales de ski de fond depuis 2009, notamment aux épreuves juniors et FIS, et depuis 2012 également à la Coupe de Scandinavie. Plusieurs fois, il a réussi à atteindre les dix premiers et quelques podiums, dans la discipline du sprint.
Depuis 2010, Femling commence également biathlon à l'international. Il a fait ses débuts aux Championnats du monde juniors de biathlon 2010 à Torsby, localité où comme son frère, il a étudié à l'école de biathlon, ce qui a poussé sa décision de se concentrer sur le biathlon, en plus d'être artiste de cirque saisonnier. À cette compétition, il se hisse à la 35e place au sprint. Toujours en 2012 à Kontiolahti, il est classé 36e au sprint comme meilleur résultat. Un an plus tard, il rate le sprint et recule à la 82e place. Le biathlète surnommé Usain Femling réside ensuite à Östersund.
Au début de la saison 2011/12, il intègre l'IBU Cup ou il atteint la 20e place au sprint à Idre. À Beitostølen en 2014, il a réussi a se classer dans le top dix en sprint. Il participe au championnat d'Europe de biathlon en 2014, où il se classe 35e à l'individuel, 24e en sprint, 27e en poursuite.
Il fait ses débuts en Coupe du monde en janvier 2014 à Oberhof. Pour finir la saison 2014-2015, il est 21e de l'individuel d'Oslo, lui garantissant ses premiers points en Coupe du monde.
Alors qu'il ne parvient pas à marquer le moindre point en Coupe du monde tout au long de la saison 2017-2018, il est sélectionné pour Jeux olympiques d'hiver de 2018, où il se classe 32e du sprint et 42e de la poursuite avant de remporter le titre olympique du relais avec Jesper Nelin, Fredrik Lindström et Sebastian Samuelsson. Il obtient son meilleur résultat individuel au cours de la saison 2018-2019 en signant une neuvième place sur l'individuel court de Canmore, saison où il gagne une relais à Hochfilzen. À l'été 2018, il a pourtant subit un accident à l'entraînement sur skis à rollers, se faisant transpercer ses jambes par ses propres bâtons. Heureusement, il ne met que deux semaines pour récupérer. Dans les Championnats du monde 2020 à Anterselva, il enregistre sa meilleure série de résultats dans les rendez-vous majeurs, se classant au mieux 16e sur la poursuite et se qualifie pour sa première mass start à ce niveau.
Il arrête sa carrière à l'issue de la saison 2023-2024 .
Il est en couple avec la biathlète Anna Magnusson.

## Palmarès

### Jeux olympiques
| Épreuve / Édition                | Individuel | Sprint | Poursuite | Départ en masse | Relais                         | Relais mixte |
| Jeux olympiques 2018 Pyeongchang | —          | 32e    | 42e       | —               | Médaille d'or, Jeux olympiques | —            |
| Jeux olympiques 2022 Pékin       | 40e        | 64e    | —         | —               | 5e                             | —            |

Légende :
- — : pas de participation à l'épreuve.

### Championnats du monde
| Édition / Épreuve       | Individuel | Sprint | Poursuite | Mass start | Relais                    | Relais mixte | Relais mixte simple              |
| ----------------------- | ---------- | ------ | --------- | ---------- | ------------------------- | ------------ | -------------------------------- |
| Kontiolahti 2015        | 62e        | 78e    | —         | —          | 18e                       | 16e          | Épreuve inexistante à cette date |
| Oslo 2016               | 37e        | —      | —         | —          | 7e                        | —            | Épreuve inexistante à cette date |
| Östersund 2019          | 67e        | 86e    | —         | —          | —                         | —            | —                                |
| Antholz-Anterselva 2020 | 17e        | 20e    | 16e       | 22e        | 10e                       | —            | —                                |
| Pokljuka 2021           | 15e        | 30e    | 36e       | 26e        | Médaille d'argent, monde  | —            | —                                |
| Oberhof 2023            | 79e        | 27e    | 25e       | 30e        | Médaille de bronze, monde | —            | —                                |
| Nove Mesto 2024         | 64e        | —      | —         | —          | —                         | —            | —                                |

Légende :
- : première place, médaille d'or
- : deuxième place, médaille d'argent
- : troisième place, médaille de bronze
- — : Non disputée par Femling

### Coupe du monde
- Meilleur classement général : 38e en 2021.
- Meilleur résultat individuel : 9e.
- 9 podiums en relais : 3 victoires, 4 deuxièmes places et 2 troisièmes places.

 Dernière mise à jour le 19 février 2023 

#### Classements en Coupe du monde
| Saison    | Classement général final | Individuel | Sprint | Poursuite | Mass start |
| 2014-2015 | 75e                      | 42e        | nc     | nc        |            |
| 2015-2016 | 102e                     | 62e        | nc     |           |            |
| 2016-2017 | 83e                      | 48e        | nc     | nc        |            |
| 2017-2018 | nc                       | nc         | nc     | nc        |            |
| 2018-2019 | 67e                      | 33e        | nc     | 81e       | nc         |
| 2019-2020 | 46e                      | 36e        | 53e    | 38e       | 42e        |
| 2020-2021 | 38e                      | 39e        | 34e    | 42e       | 43e        |
| 2021-2022 | 47e                      | nc         | 51e    | 37e       |            |
| 2022-2023 | 45e                      | 38e        | 53e    | 43e       | -          |
| 2023-2024 | 81e                      | nc         | nc     | 67e       |            |